# Justicia helonoma
Justicia helonoma är en akantusväxtart som beskrevs av Emery Clarence Leonard. Justicia helonoma ingår i släktet Justicia och familjen akantusväxter. Inga underarter finns listade i Catalogue of Life.